# Mansur Isajew
Mansur Isajew (ros. Мансу́р Мустафа́евич Иса́ев; ur. 23 września 1986) – rosyjski judoka, mistrz olimpijski, brązowy medalista mistrzostw świata. 
Pochodzi z Dagestanu i startuje w kategorii wagowej do 73 kg. Złoty medalista igrzysk olimpijskich w Londynie w 2012 roku. Brązowy medalista mistrzostw świata w 2009 roku.

## Odznaczenia
- Order Przyjaźni (13 sierpnia 2012) – za wielki wkład w rozwój kultury fizycznej i sportu, wysokie osiągnięcia sportowe na zawodach XXX Olimpiady 2012 roku w mieście Londynie (Wielka Brytania)[2]